# Sérent

Sérent este o comună în departamentul Morbihan, Franța. În 1 ianuarie 2022 avea o populație de 3.386 de locuitori.